# DC Comics-szereplők listája
A DC Comics Magyarországon nyomtatásban megjelent képregényeiben, valamint a magyarra lefordított rajz- és mozifilmjeiben feltűnt szereplőinek listája. A lista azokat a szereplőket is tartalmazza, amelyek csak említés szintjén bukkantak fel, de a rajongói fordításokban szereplő neveket már nem.
| Ábécé szerinti tartalomjegyzék                                                                           |
| --- |
| A, Á B C Cs D Dz Dzs E, É F G Gy H I, Í J K L Ly M N Ny O, Ó Ö, Ő P Q R S Sz T Ty U, Ú Ü, Ű V W X Y Z Zs |

| A, Á                                         |                              | |
| magyar név                                   | eredeti név                  | valódi név (magyar írásmód) |
| Abra Kadabra                                 | Abra Kadabra                 | |
| Acélkarom                                    | Steel Claw                   | Louis Crandell |
| Adam Strange                                 | Adam Strange                 | Adam Strange |
| Adonis                                       | Adonis                       | |
| Agy                                          | Brain                        | |
| Agykeselyű                                   | Brainiac                     | Vril Dox |
| Agyagpofa                                    | Clayface                     | Basil Karlo Matt Hagen Preston Payne |
| Alexandra bárónő                             | Contessa Alexandra           | |
| Állatember                                   | Animal Man                   | Bernhard "Buddy" Baker |
| Álomlány                                     | Dream Girl                   | Nura Nal Schnappin |
| Anarchia/Anarki                              | Anarky                       | Lonnie Machin |
| Anomália                                     | Anomaly                      | |
| Anti-Monitor                                 | Anti-Monitor                 | Mobius |
| Anti Batman                                  | Anti Batman                  | |
| Aranycsillag                                 | Goldstar                     | Theresa "Trixie" Collins, Michelle Carter, Ernest Widdle                                                                                                  |
| Arany Darázs                                 | Golden Glider                | |
| Arany Sikló                                  | Golden Glider                | Lisa Snart |
| Árész                                        | Ares                         | Árész |
| Arion                                        | Arion                        | Ahri'ahn |
| Az Árny                                      | The Shade                    | Richard Swift |
| Árnyéklasszó/Árnyéklány                      | Shadow Lass                  | Tasmia Mallor |
| Árnyéktolvaj                                 | Shadow Thief                 | Carl Sands, Carl Hammer, Aviva Metula |
| Arrowette                                    | Arrowette                    | Bonnie King, Cissie King-Jones |
| Artemisz                                     | Artemis                      | Artemis Crock |
| Arzenál                                      | Arsenal                      | Roy Harper |
| Atlasz                                       | Atlas                        | |
| Átok                                         | Bane                         | |
| Atom                                         | Atom                         | Al Pratt, Ray Palmer, Adam Cray, Ryan Choi, Rhonda Pineda                                                                                                 |
| Atomcsapás/Nuklon                            | Atom Smasher/Nuklon          | Albert Rothstein |
| A távirányító ura                            |                              | |
| Atom Kapitány                                | Captain Atom                 | Allen Adam, Nathaniel Christopher Adam |
| Atomkoponya                                  | Atomic Skull                 | Albert Michaels, Joseph Martin |
| Aquaman                                      | Aquaman                      | Arthur Curry |
| B                                            |                              | |
| magyar név                                   | eredeti név                  | valódi név (magyar írásmód) |
| Brainiac                                     | Brainiac                     | |
| Bane                                         | Bane                         | |
| Bábjátékos                                   | Ventriloquist                | Arnold Wesker |
| Bábkirály                                    | Puppet King                  | |
| Batgirl                                      | Batgirl                      | Barbara Gordon |
| Batman                                       | Batman                       | Bruce Wayne |
| Big Barda                                    | Big Barda                    | Barda Free |
| Bizarro                                      | Bizarro                      | |
| Blaze                                        | Blaze                        | |
| Blood testvér - Vér Tesó                     | Brother Blood                | Sebastian Blood |
| Bob                                          | Bob                          | |
| Booster Gold                                 | Booster Gold                 | Michael Jon Carter |
| Burgonya Joe                                 | Joe Potato                   | Joe Potato |
| Bűnüldöző                                    | Gangbuster                   | José Delgado |
| C                                            |                              | |
| magyar név                                   | eredeti név                  | valódi név (magyar írásmód) |
| Carcharo                                     | Carcharo                     | |
| Catman                                       | Catman                       | Thomas Blake |
| Céllövő                                      | Deadshot                     | Floyd Lawton |
| Chemo                                        | Chemo                        | |
| Cica                                         | Kitten                       | |
| Cs                                           |                              | |
| magyar név                                   | eredeti név                  | valódi név (magyar írásmód) |
| Csodalány                                    | Power Girl                   | Kara Zor-L, Karen Starr |
| Csillagember                                 | Starman                      | Victor Sono, Theodore Knight, Bruce Wayne, Mikaal Tomas, Prince Gavyn, Will Payton, avid Knight, Jack Knight, Farris Knight, Charles McNider, Thom Kallor |
| Csillag fiú                                  | Star Boy                     | Thom Kallor |
| Csillaglány                                  | Stargirl                     | Courtney Whitmore |
| Csillagmintás Kölyök                         | Star-Spangled Kid            | Sylvester Pemberton, Courtney Whitmore, Miss Martian |
| Csillagtörő                                  | Starbreaker                  | |
| Csillagfény                                  | Starfire                     | Koriand’r |
| D                                            |                              | |
| magyar név                                   | eredeti név                  | valódi név (magyar írásmód) |
| Darkseid: Apocalypse ura a liga fö ellensége | Darkseid                     | Uxas |
| Dermesztő                                    | Chiller                      | |
| Dinamitos                                    | Dynamiteer                   | |
| Dongó - Poszméh                              | Bumblebee                    | Karen Beecher-Duncan |
| Dr. Éj-fél                                   | Dr. Mid-night                | |
| Dr. Fény                                     | Dr. Light                    | Arthur Light, Kimiyo Hoshi |
| Dr. Foszfor                                  | Dr. Phosphorus               | Dr. Alexander Sartorius |
| Dr. Lehetetlen                               | Dr. Impossible               | Jonas Lock |
| Dr. Polaris                                  | Dr. Polaris                  | Neal Emerson, John Nichol |
| Dr. Pszihó                                   | Dr. Psycho                   | Edgar Cizko |
| Dr. Sors                                     | Dr. Fate                     | Kent Nelson, Eric és Linda Strauss, Inza Cramer Nelson, Jared Stevens, Hector Hall, Kent V. Nelson, Khalid Ben-Hassin, Khalid Nassour                     |
| Dr. Tzin-Tzin                                | Dr. Tzin-Tzin                | |
| Dr. Végzet                                   | Dr. Destiny                  | John Dee |
| Dubbilex                                     | Dubbilex                     | |
| Duplázó                                      | Double Down                  | |
| Dz                                           |                              | |
| Dzs                                          |                              | |
| magyar név                                   | eredeti név                  | valódi név (magyar írásmód) |
| Dzsúdómester                                 | Judomaster                   | Hadley Jagger, Sonia Sato |
| E, É                                         |                              | |
| magyar név                                   | eredeti név                  | valódi név (magyar írásmód) |
| Éjszárny                                     | Nightwing                    | Dick Grayson |
| Elemváltó srác                               | Elelement Lad                | Jan Arrah |
| Életirtó                                     | Dominus, Destroyer of Worlds | Tuoni |
| Etrigán                                      | Etrigan                      | Jason Blood |
| Ezüst                                        | Argent                       | |
| Ezüst Kísértet                               | Silver Banshee               | Siobhan McDougal |
| F                                            |                              | |
| magyar név                                   | eredeti név                  | valódi név (magyar írásmód) |
| Fantom                                       | Phantasm                     | Danny Chase |
| Fastbak                                      | Fastbak                      | |
| Feketetűz                                    | Blackfire                    | Komand'r |
| Fekete Villám                                | Black Racer                  | Sergeant Willie Walker |
| Felderítő                                    | Forager                      | |
| Fénysugár                                    | Lightray                     | Sollis |
| Fire Fly                                     | Fire Fly                     | |
| Firehawk                                     | Firehawk                     | Lorraine Reilly |
| Firestorm, a Nukleáris Ember                 | Firestorm                    | Ronald (Ronnie) Raymond,+ pr Martin Stein Jefferson (Jax) Jackson + pr Martin Stein                                                                       |
| Flash                                        | Flash                        | Jason (Jay) Garrick Bartholomew Henry (Barry) Allen Wallace Rudolph (Wally) West (Kölyök flash) Bart Allen (Impulzus)                                     |
| Forrás                                       | The Source                   | |
| Főatya                                       | Highfather                   | Izaya |
| G                                            |                              | |
| magyar név                                   | eredeti név                  | valódi név (magyar írásmód) |
| Gézengúz                                     | Beast Boy                    | Gafrield Mark Logan |
| Gizmo                                        | Gizmo                        | |
| Gy                                           |                              | |
| magyar név                                   | eredeti név                  | valódi név (magyar írásmód) |
| Gyilkos Fagy                                 | Killer Frost                 | Crystal Frost, Louise Lincoln, Caitlin Snow |
| Gyilkos Krok                                 | Killer Croc                  | Waylon Jones |
| Gyilkos Moly                                 | Killer Moth                  | Dury Walker |
| H                                            |                              | |
| magyar név                                   | eredeti név                  | valódi név (magyar írásmód) |
| Harley Quinn                                 | Harley Quinn                 | Dr. Harleen Quinzel |
| Holló - Raven                                | Raven                        | Rachel Roth |
| Hush                                         | Hush                         | Dr. Thomas Elliot |
| I, Í                                         |                              | |
| magyar név                                   | eredeti név                  | valódi név (magyar írásmód) |
| Időlovas                                     | Waverider                    | Matthew Ryder, Michael Carter |
| Idő Parancsnok                               | Time Commander               | John Starr |
| Az idő ura/Időrabló                          | Lord of Time/Epoch           | |
| Impulzus                                     | Impulse                      | Kent Shakespeare, Bart Allen, Iris West |
| Inferno/Tisztítótűz                          | Inferno                      | Sandy Anderson |
| J                                            |                              | |
| magyar név                                   | eredeti név                  | valódi név (magyar írásmód) |
| Játékos                                      | Toyman                       | Winslow Schott |
| Jerikó                                       | Jericho                      | Joseph William Wilson |
| Jégverem                                     | Icicle                       | dr. Joar Mahkent, Cameron Mahkent |
| Jinx                                         | Jinx                         | |
| Johnny Rancid                                | Johnny Rancid                | Johnny Rancid |
| Joker                                        | Joker                        | Jack Napier |
| Jor-El                                       | Jor-El                       | Jor-El |
| Jóságos Nagymama                             | Granny Goodness              | |
| K                                            |                              | |
| magyar név                                   | eredeti név                  | valódi név (magyar írásmód) |
| Kalkulátor                                   | Calculator                   | Noah Kuttler |
| Kaméleon fiú                                 | Chamelon Boy                 | |
| Karate Kölyök                                | Karate Kid                   | Val Armorr |
| Kárhozó                                      | Damage                       | Grant Emerson |
| Kaszás                                       | Reaper                       | Dr. Benjamin Gruener, Judson Caspian, Joe Chill, Jr. |
| Katalizátor                                  | Catalyst                     | |
| Katarou                                      | Katarou                      | |
| Kátrány                                      | Tar Pit                      | Joey Monteleone |
| Kék Ördög                                    | Blue Devil                   | Daniel Patrick Cassidy |
| Kék Bogár                                    | Blue Beetle                  | Dan Garret, Ted Kord, Jaime Reyes |
| Kémia Király                                 | Chemical King                | Condo Arlik |
| Kétarc - Kétarcú                             | Two-Face                     | Harvey Dent |
| Kérdés                                       | Queation                     | Charles Victor Szasz |
| Kiborg                                       | Cyborg                       | Victor Stone |
| Kiborg Superman                              | Cyborg Superman              | Hank Henshaw, Zor-El |
| Kid Flash                                    | Kid Flash                    | Wally West, Bart Allen |
| Kígyókirály                                  | King Snake                   | Sir Edmund Dorrance |
| Kinetix                                      | Kinetix                      | Zoë Saugin |
| Kockázat                                     | Risk                         | Gim Allon |
| Kolosszús fiú                                | Colossal Boy                 | Cody Driscoll |
| Kozmo fiú                                    | Cosmic Boy                   | Rokk Krinn |
| Kőtömb - Parázs                              | Cindernlock                  | |
| Krall                                        | Krall                        | |
| Kristály Kölyök                              | Crystal Kid                  | |
| Kronosz                                      | Chronos                      | David Clinton, Walker Gabriel |
| Kulcs                                        | Key                          | |
| Kulcsmester                                  | Cluemaster                   | Arthur Brown |
| Kvantum Királynő                             | Quantum Queen                | |
| Kyd Wykkyd                                   | Kyd Wykkyd                   | |
| L                                            |                              | |
| magyar név                                   | eredeti név                  | valódi név (magyar írásmód) |
| Lady Shiva                                   | Lady Shiva                   | Sandra Woosan/Wu-San |
| Lara                                         | Lara                         | Lara (Lara Lor-Van) |
| Lex Luthor                                   | Lex Luthor                   | Alexander Joseph Luthor |
| Lélekkalóz                                   | Psycho-Pirate                | Charles Halstead, Roger Hayden |
| Ly                                           |                              | |
| M                                            |                              | |
| magyar név                                   | eredeti név                  | valódi név (magyar írásmód) |
| Macskanő                                     | Catwoman                     | Selina Kyle |
| Madárijesztő                                 | Scarecrow                    | Jonathan Crane |
| Mad Hatter                                   | Mad Hatter                   | |
| Mae-Eye Mama                                 | Mother Mae-Eye               | |
| Malchior                                     | Malchior                     | |
| Mammoth                                      | Mammouth                     | |
| Messzelátó                                   | See-More                     | |
| Marsbéli Vadász                              | Martian Manhunter            | J’onn J’onzz |
| Mász és Menosz                               | Mas And menos                | |
| Metallo                                      | Metallo                      | John Corben |
| Metamorpho                                   | Metamorpho                   | Rex Mason |
| Metron                                       | Metron                       | Metron |
| Méregcsók                                    | Poison Ivy                   | Dr. Pamela Isley |
| Monsieur Mallah                              | Monsieur Mallah              | |
| Mortimer Kadaver                             | Mortimer Kadaver             | Mortimer Kadaver |
| Mr. Fagy - Jégcsap                           | Mr. Freeze                   | Dr. Victor Fries |
| Mr. Mirákulum                                | Mister Miracle               | Scott Free |
| Mr. Mxyzptlk                                 | Mr. Mxyzptlk                 | |
| Multiplex                                    | Multiplex                    | Danton Black |
| Mumbo Jumbo                                  | Mumbo Jumbo                  | |
| N                                            |                              | |
| magyar név                                   | eredeti név                  | valódi név (magyar írásmód) |
| Negatív Ember                                | Negative Man                 | Larry Trainor, Rebis, Byrne Incarnation, Keith Giffen |
| Negatív Nő                                   | Negative Woman               | Valentina Vostok, Rhea Jones |
| Negatív Szellem                              | Neagative Spirit             | |
| Nick Scratch                                 | Nick Scratch                 | Nick Scratch |
| Nitrófiú                                     | Nitrodude                    | |
| Nuklon                                       | Nuklon                       | Albert Rothstein, Gerome McKenna |
| Ny                                           |                              | |
| O, Ó                                         |                              | |
| magyar név                                   | eredeti név                  | valódi név (magyar írásmód) |
| Orákulum                                     | Oracle                       | Barbara Gordon |
| Óriás                                        | Owerload                     | |
| Orion                                        | Orion                        | Orion |
| Órakirály                                    | Clock King                   | Temple Fugate |
| Ö, Ő                                         |                              | |
| magyar név                                   | eredeti név                  | valódi név (magyar írásmód) |
| Őrült Mod                                    | Mad Mod                      | |
| Őrült Kalapos                                | Mad Hatter                   | Jervis Tetch |
| P                                            |                              | |
| magyar név                                   | eredeti név                  | valódi név (magyar írásmód) |
| Pantha                                       | Pantha                       | X-24 |
| Parazita                                     | Parasite                     | Rudy Jones |
| Parázs - Kőtömb                              | Cinderblock                  | |
| Pingvin                                      | Penguin                      | Oswald Chesterfield Cobblepot |
| Plazma - Plasmus                             | Plasmus                      | Otto Van Fürth |
| Poszméh - Dongó                              | Bumblebee                    | Karen Beecher-Duncan |
| Privát Kaptár                                | Private H.I.V.E.             | |
| Q                                            |                              | |
| magyar név                                   | eredeti név                  | valódi név (magyar írásmód) |
| Quantum Kölyök                               | Kid Quantum                  | Protean, James Cullen, Jazmin Cullen |
| R                                            |                              | |
| magyar név                                   | eredeti név                  | valódi név (magyar írásmód) |
| Rasz al-Gúl                                  | Ra's al Ghul                 | Ra's al Ghul |
| Raven - Holló                                | Raven                        | Rachel Roth |
| Robin                                        | Robin                        | Dick Grayson, Jason Todd, Tim Drake, Stephanie Brown, Damian Wayne                                                                                        |
| Rébusz                                       | Riddler                      | Dr. Edward Nygma |
| Romboló - Átok                               | Bane                         | |
| Rose                                         | Rose                         | Rose Wilson |
| S                                            |                              | |
| magyar név                                   | eredeti név                  | valódi név (magyar írásmód) |
| Sarasim                                      | Sarasim                      | |
| Shazam                                       | Shazam                       | william “Billy” Batson |
| Slade                                        | Slade                        | Slade Joseph Wilson |
| Sokkoló                                      | Shockwave                    | |
| Sólyom                                       | Hawkman                      | Katar Hol |
| Sólyomnő                                     | Hawkwoman                    | Shayera Thal |
| Speedy - Fürge                               | Speedy                       | Roy Harper |
| Superman                                     | Superman                     | Clark Kent/Kal-El |
| Supergirl                                    | Supergirl                    | Kara Zor-El |
| Superboy                                     | Superboy                     | Conner Kent/Kon-El |
| Sz                                           |                              | |
| magyar név                                   | eredeti név                  | valódi név (magyar írásmód) |
| Számos Willy - Számtalan Billy               | Billy Numerous               | |
| T                                            |                              | |
| magyar név                                   | eredeti név                  | valódi név (magyar írásmód) |
| Találat                                      | Spoiler                      | Stephanie Brown |
| Terra                                        | Terra                        | Tara Markov |
| Halálcsapás, a Terminátor                    | Deathstroke                  | Slade Wilson |
| Tévéőrült                                    | Control Freak                | |
| Tombolás/Tomboló                             | Rampage                      | Rose Wilson |
| Tövis                                        | Thorn                        | Rhosyn (Rose) Forres |
| Trident                                      | Trident                      | Sammy Jaye, Val Armorr |
| Trigon                                       | Trigon                       | Trigon |
| Ty                                           |                              | |
| U, Ú                                         |                              | |
| Ü, Ű                                         |                              | |
| V                                            |                              | |
| magyar név                                   | eredeti név                  | valódi név (magyar írásmód) |
| Vadállat                                     | Baby Wildebeest              | |
| Vadásznő                                     | Huntress                     | Helena Bertinelli |
| Val Yor                                      | Val Yor                      | Val Yor |
| Vénasszony                                   | Crone                        | |
| Vér Tesó - Blood testvér                     | Brother Blood                | Sebastian Blood |
| Visszavágó                                   | Payback                      | Kevin Franklin |
| Vízilény                                     | Aqualad                      | Kaldur'ahm |
| Vörös Csillag                                | Red Star                     | Leonid Konstantinovitch Kovar |
| Vörös X                                      | Red X                        | |
| Rozsomák                                     | Wolverine                    | |
| W                                            |                              | |
|                                              |                              | |
| magyar név                                   | eredeti név                  | valódi név (magyar írásmód) |
| Warp                                         | Warp                         | Emil LaSalle |
| Wally T                                      | Wally T                      | William Walter Thomson |
| Wonder Girl                                  | Wonder Girl                  | Donna Troy, Cassandra Sandsmark |
| Wonder Woman                                 | Wonder Woman                 | Diana Prince |
| X                                            |                              | |
| magyar név                                   | eredeti név                  | valódi név (magyar írásmód) |
| XS                                           | XS                           | Nora West-Allen |
| Y                                            |                              | |
| Z                                            |                              | |
| magyar név                                   | eredeti név                  | valódi név (magyar írásmód) |
| Zafírcsillag                                 | Star Safire                  | Koriand'r |
| Zatanna                                      | Zatanna                      | Zatanna Zatara |
| Zeusz nagyúr                                 | Maxie Zeus                   | Maximilian "Maxie" Zeus |
| Zöld Lámpás                                  | Green Lantern                | Hal Jordan, John Stweart, Guy Gardner, Kyle Rayner |
| Zöld Íjász                                   | Green Arrow                  | Oliver Jonas Queen |
| Zoom                                         | Zoom                         | Hunter Zolomon |
| Zod tábornok                                 | General Zod                  | Dru-Zod |
| Zümmögő                                      | General Zod                  | Dru-Zod |
| Zs                                           |                              | |
| magyar név                                   | eredeti név                  | valódi név (magyar írásmód) |
| Zsarnok                                      | Monarch                      | Hank Hall, Nathaniel Adam |
| Zsugor Viola                                 | Shrinking Violet             | Salu Digby |